# 바바라 대로우

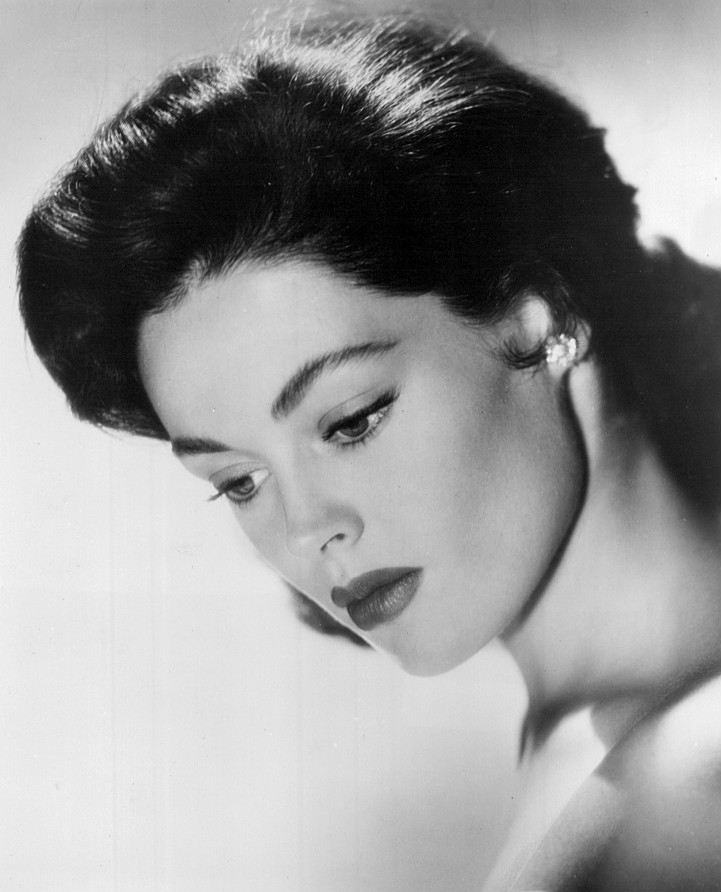

바바라 대로우(Barbara Darrow, 1931년 11월 18일 ~ 2018년 8월 26일)는 미국의 배우, 텔레비전 배우, 영화배우이다.
할리우드에서 태어났다.

## 영화
- 외계에서 온 여왕 (1958년)
- 세상에 도전한 괴물 (1957년)
- 산 (1956년) - 시모네 역
- 베스트 씽스 인 라이프 알 프리 (1956년)
- 수잔은 여기 자고 있다 (1954년)
- 그라운드 포 매리지 (1951년)